# Elle Macpherson
Elle Macpherson (n. 29 martie 1964) este o femeie de afaceri, prezentatoare de televiziune, fotomodel și actriță australiană. Ea este cunoscută îndeosebi pentru numărul record de cinci apariții pe coperta revistei Sports Illustrated Swimsuit Issue începând cu anii 1980.

## Filmografie
| An   | Titlu                      | Rol                 | Note    |
| ---- | -------------------------- | ------------------- | ------- |
| 1990 | Alice                      | Model               |         |
| 1994 | Sirens                     | Sheela              |         |
| 1996 | If Lucy Fell               | Jane Lindquist      |         |
| 1996 | Jane Eyre                  | Blanche Ingram      |         |
| 1996 | The Mirror Has Two Faces   | Candice             |         |
| 1997 | Batman & Robin             | Julie Madison       |         |
| 1997 | Înfruntarea                | Mickey Morse        |         |
| 1998 | With Friends Like These... | Samantha Mastandrea |         |
| 2001 | A Girl Thing               | Lauren Travis       | Film TV |
| 2001 | South Kensington           | Camilla             |         |

| An           | Titlu                              | Rol            | Note |
| ------------ | ---------------------------------- | -------------- | --- |
| 1996         | Saturday Night Live                | Ea însuși      | "Elle Macpherson/Sting" (sezonul 21: episodul 14) "John Goodman/Everclear" (sezonul 21: episodul 15) |
| 1999–2000    | Prietenii tăi                      | Janine LaCroix | "The One Where Phoebe Runs" (sezonul 6: episodul 7) "The One with Ross' Teeth" (sezonul 6: episodul 8) "The One Where Ross Got High" (sezonul 6: episodul 9) "The One with the Routine" (sezonul 6: episodul 10) "The One with the Apothecary Table" (sezonul 6: episodul 11) |
| 2008         | America's Next Top Model           | Ea însuși      | "Top Model Makeovers" (ciclul 10: episodul 3) |
| 2009         | The Beautiful Life: TBL            | Claudia Foster | Rolul principal; serie anulată după episodul 2 |
| 2010–prezent | Britain & Ireland's Next Top Model | Ea însuși      | Gazdă; serie reality TV |
| 2012–prezent | Fashion Star                       | Ea însuși      | Gazdă; serie reality TV |